# アフマド・ファフミー
アフマド・ファフミー（アラビア語: أحمد فهمي、Ahmad Fahmi、1953年2月12日 -）は、エジプトの政治家、学者。自由公正党所属のシューラー議会（上院）議員で、同議会議長（2012年2月28日 -）。
カイロ大学薬学部卒、薬学博士（ザガジグ大学）、現ザガジク大学教授（1993年～）。
2012年のシューラー（諮問）議会選挙においてシャルキーヤ県の選挙区で当選し、同年2月28日同議会において議長に選出された。
2012年3月、憲法制定会議の委員に選ばれる。